# Howard J. Green
Pour les articles homonymes, voir Green.
Howard J. Green est un scénariste et producteur américain né le 20 mars 1893 à San Francisco, Californie (États-Unis), mort le 2 septembre 1965 en Californie (États-Unis).

## Filmographie

### Comme scénariste
- 1927 : White Pants Willie
- 1927 : The Life of Riley (en) de William Beaudine
- 1928 : Vamping Venus d'Edward F. Cline
- 1928 : The Head Man d'Edward F. Cline
- 1928 : Restless Youth
- 1928 : Le Cirque maudit (The Sideshow) d'Erle C. Kenton
- 1929 : The Faker
- 1929 : Behind Closed Doors
- 1929 : Loin du ghetto (The Younger Generation) de Frank Capra
- 1929 : Les Mousquetaires de l'air (Flight) de Frank Capra
- 1929 : The Long, Long Trail
- 1929 : Song of Love
- 1930 : Melody Man
- 1930 : Down with Husbands
- 1930 : High Society Blues de David Butler
- 1930 : Cheer Up and Smile de Sidney Lanfield
- 1930 : On Your Back
- 1930 : Madame et ses partenaires (Part Time Wife) de Leo McCarey
- 1930 : Princess and the Plumber
- 1931 : Les Bijoux volés (The Slippery Pearls) de William C. McGann
- 1931 : A Dangerous Affair (en)
- 1931 : Maker of Men d'Edward Sedgwick
- 1932 : The Cohens and Kellys in Hollywood (en)
- 1932 : Blessed Event
- 1932 : They Call It Sin de Thornton Freeland
- 1932 : Je suis un évadé (I Am a Fugitive from a Chain Gang) de Mervyn LeRoy
- 1933 : Trick for Trick (en) d'Hamilton MacFadden
- 1933 : Gloire éphémère (Morning Glory) de Lowell Sherman
- 1934 : Man of Two Worlds
- 1934 : Success at Any Price
- 1934 : Shoot the Works
- 1934 : The Lemon Drop Kid
- 1934 : Une riche affaire (It's a Gift) de Norman Z. McLeod
- 1935 : La Dernière Rumba (Rumba) de Marion Gering
- 1935 : L'Étoile de minuit (Star of Midnight) de Stephen Roberts
- 1935 : Brigade spéciale (Men Without Names), de Ralph Murphy
- 1935 : If You Could Only Cook
- 1936 : Devil's Squadron
- 1936 : Meet Nero Wolfe de Herbert J. Biberman
- 1936 : They Met in a Taxi
- 1937 : New Faces of 1937
- 1937 : This Way Please
- 1938 : Making the Headlines
- 1940 : Dreaming Out Loud
- 1941 : The Mad Doctor
- 1941 : The Big Boss
- 1941 : Two in a Taxi
- 1941 : Harmon of Michigan
- 1942 : Cadets on Parade
- 1942 : The Spirit of Stanford
- 1943 : Reveille with Beverly
- 1943 : After Midnight with Boston Blackie
- 1943 : High Explosive
- 1943 : Doughboys in Ireland
- 1944 : The Racket Man
- 1944 : Take It Big
- 1945 : Having Wonderful Crime
- 1945 : Ah, quel scandale ! (George White's Scandals) de Felix E. Feist
- 1948 : The Winner's Circle
- 1950 : Military Academy with That Tenth Avenue Gang
- 1950 : State Penitentiary de Lew Landers
- 1950 : Chain Gang
- 1951 : My True Story
- 1952 : The Hawk of Wild River

### Comme producteur
- 1934 : Sing and Like It
- 1936 : They Met in a Taxi
- 1938 : Time Out for Murder